# Roscoea ganeshensis
Roscoea ganeshensis är en enhjärtbladig växtart som beskrevs av Elizabeth Jill Cowley och William John Baker. Roscoea ganeshensis ingår i släktet Roscoea och familjen Zingiberaceae. Inga underarter finns listade i Catalogue of Life.